# Африканские калао
Африканские калао (лат. Bycanistes) — род птиц из семейства птиц-носорогов (Bucerotidae).

## Описание
Плодоядные птицы средних и крупных размеров, обитающих в лесах и лесных массивов Африки к югу от Сахары. Все виды этого рода имеют черно-белое оперение. Полового диморфизма в окраске оперения нет, но «рога» у самцов больше, чем у самок.

## Систематика
Раньше их включали в род Ceratogymna, но теперь большинство специалистов относят их к отдельному роду.
Последние генетические данные показывают, что Bycanistes сестринский таксон рогатых воронов, эта клада отделилась от остального древа птиц-носорогов на ранней стадии их эволюции. Bycanistes, как полагают, представляют собой раннюю африканскую ветвь эволюционного древа этого семейства, в то время как остальные птицы-носороги дивергировали в Азии.

### Классификация
Международный союз орнитологов относит к роду 6 видов:
- Bycanistes fistulator (Cassin, 1850) — Крикливый калао
- Bycanistes bucinator (Temminck, 1824) — Калао-трубач
- Bycanistes cylindricus (Temminck, 1831) — Бурощёкий калао
- Bycanistes albotibialis (Cabanis & Reichenow, 1877)
- Bycanistes subcylindricus (P. L. Sclater, 1871) — Серощёкий калао
- Bycanistes brevis Friedmann, 1929 — Серебрянокрылый калао